# Harry Tincknell
Harry Tincknell (Exeter, 29 ottobre 1991) è un pilota automobilistico britannico, campione dell'European Le Mans Series nel 2016, due volte vincitore di classe alla 24 Ore di Le Mans e vincitore assoluto della 12 Ore di Sebring nel 2020.

## Carriera

### Karting e Monoposto
Tincknell inizia a correre in kart nel 2001, durante la sua esperienza vince diversi campionati nazionali e ottiene nel 2008 il secondo posto nell'Euro Rotax Max Challenge. Sempre nel 2008 inizia a correre in monoposto, correndo nella Formula Renault UK Winter Cup, serie dove si laurea campione nel 2009.
Nel 2011 Tincknell passa alla Formula 3 inglese guidando per il team Fortec Motorsport. Dopo un inizio di stagione complicato riesce a conquistare diversi podi, tra cui la vittoria a Brands Hatch. L'anno seguente rimane nella serie passando al team Carlin, ottiene ben quattro vittorie e chiude quinto in campionato. Prende parte anche a quattro round della Formula 3 europea e nel 2013, sempre con Carlin si iscrive per tutta la stagione dove ottiene tre podi e una vittoria nella prima gara di Silverstone davanti a Alex Lynn e Felix Rosenqvist. Tincknell chiude la stagione al quinto posto.

### Endurance

#### Jota Sport (2014-2015)
Nel 2014, Tincknell passa alle corse endurance unendosi alla Jota Sport partecipando alla European Le Mans Series. Il britannico in squadra con Filipe Albuquerque e Simon Dolan ottiene la vittoria a Imola e chiude secondo in classifica. Sempre con il team Jota prende parte anche a due round del Campionato del mondo endurance tra cui la 24 Ore di Le Mans dove con Dolan e Oliver Turvey ottiene la vittoria nella classe LMP2.
Confermato dal team Jota per il 2015, chiude terzo nella European Le Mans Series. Ottiene la vittoria  di classe nella 6 Ore di Spa-Francorchamps, round valido per il WEC. Per la 24 Ore di Le Mans viene chiamato dal team Nissan Motorsports per portare il loro prototipo, la Nissan GT-R LM.

#### Ford Chip Ganassi (2016-2018)

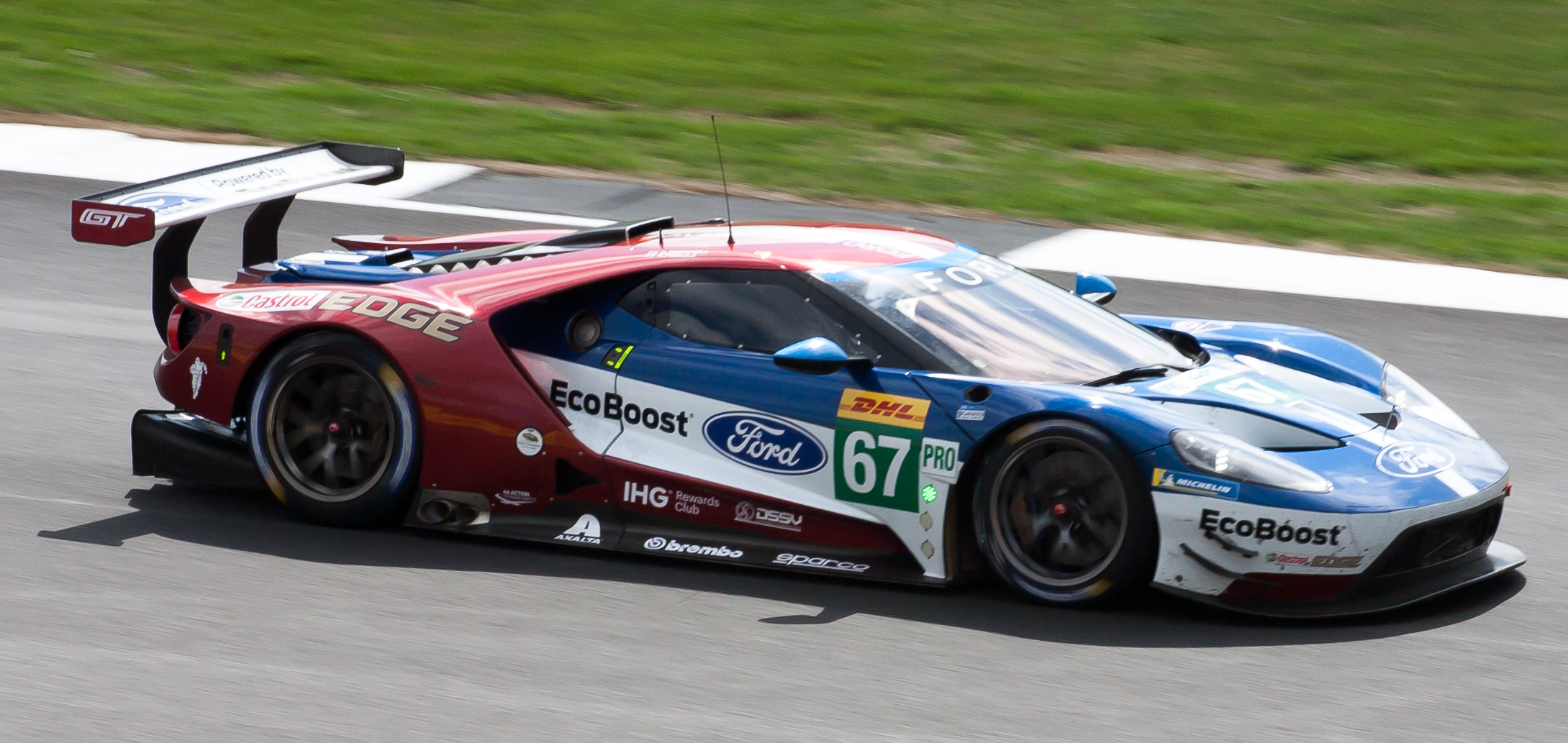
Harry Tincknell con la Ford GT nel 2018

Nel 2016, Tincknell lascia il team Jota Sport, corre per il team G-Drive Racing nella European Le Mans Series, dove ottiene due vittorie e si laurea campione della serie insieme a Giedo van der Garde e Dolan. Mentre nel Campionato del mondo endurance passa alla classe LMGTE Pro guidando la Ford GT del team Ford Chip Ganassi con cui ottiene due vittorie e chiude quinto in classifica.
L'anno seguente ottiene altre due vittorie nel WEC e il secondo posto a Le Mans, chiudendo al terzo posto in classifica. Nel 2017, sempre alla guida della Ford GT, esordisce nella 24 Ore di Daytona dove ottiene il quinto posto di classe. Nel resto del anno ottiene due vittorie nel Mondiale Endurance e conclude al terzo posto in classifica.
Anche nel 2018 prende parte al WEC con Chip Ganassi e ottiene quattro podi senza riuscire a vincere e decide di correre negli stati uniti.

#### Mazda (2018-2021)

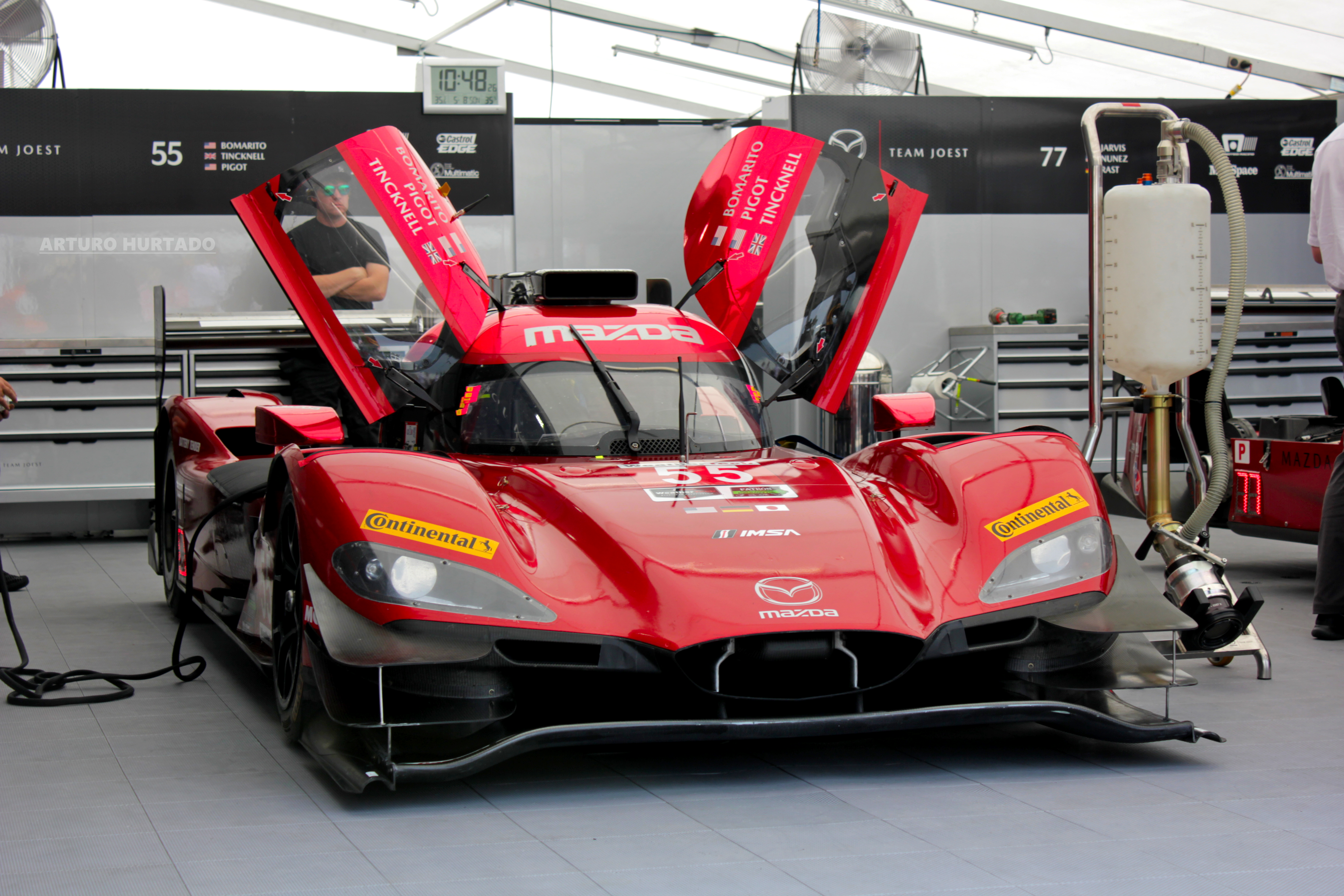
La Mazda RT24-P di Harry Tincknell nel 2018

Sempre nel 2018, oltre al impegno nel WEC con Chip Ganassi viene scelto dalla team Mazda Joest Racing per portare nel Campionato IMSA WeatherTech SportsCar la RT24-P. Tincknell prende cosi parte alla classe regina del campionato statunitense. La sua prima vittoria arriva l'anno seguente vincendo la 6 Ore di Watkins Glen insieme a Olivier Pla e Jonathan Bomarito, il britannico si ripete vincendo anche a Road America. Nel 2020 con la Mazda RT24-P ottiene la vittoria alla 24 Ore di Daytona e alla 12 Ore di Sebring, a fine stagione chiude al terzo posto in campionato.
Sempre nel 2020 prende parte alla 24 Ore di Le Mans nella classe GTE Pro con l'Aston Martin Vantage AMR. In coppia con Alex Lynn e Maxime Martin porta la vettura britannica al primo posto.
Per la stagione 2021 viene confermato alla guida della Mazda RT24-P. In coppia con Oliver Jarvis e Bomarito vincono la 6 Ore di Watkins Glen, la Petit Le Mans e finisce ancora al terzo posto in campionato. Tincknell prende parte anche alla 24 Ore di Le Mans la Porsche 911 RSR-19 del team Proton Competition.

#### Proton Competition (2022-2024)

Harry Tincknell durante la 24 Ore di Le Mans 2022 alla guida della Porsche

Nel 2022 torna a tempo pieno nel WEC correndo per il team Proton Competition. Tincknell ottiene due vittorie nella classe LMGTE Am, la prima nella 6 Ore di Spa-Francorchamps e la seconda alla 6 Ore di Monza. Inoltre, partecipa alla 24 Ore di Daytona nella classe LMP2.
Nel 2023 rimasto legato al team Proton prende parte ai primi quattro round del Campionato del mondo endurance nella classe LMGTE Am, mentre dalla 6 Ore di Monza Tincknell scende in pista con la Porsche 963, Hypercar del marchio tedesco.

#### Aston Martin Valkyrie (2024-presente)
Nel luglio 2024 è tra i primi piloti a testare la nuova Hypercar del marchio britannico Aston Martin, Tincknell porta in pista la vettura sul Circuito di Donington Park. Inseguito viene confermato dal team Heart of Racing Team per portare in pista la nuova Valkyrie-LMH durante la stagione 2025 del WEC. 

### Formula E
Nell'agosto del 2016, Tincknell viene scelto dal team Jaguar per partecipare ai test pre-stagionali della Formula E a Donington Park. Nel 2017 prende parte ai test Rookie con il NIO Formula E Team, l'anno seguente viene scelto per il ruolo di pilota al simulatore. Nel 2019 ritorna a correre per il team Jaguar nei Rookie test.

## Risultati

### Formula 3 Europea
(legenda) (Le gare in grassetto indicano la pole position) (Le gare in corsivo indicano Gpv)
| Anno | Team   | Motore     | 1   | 2   | 3   | 4   | 5   | 6   | 7   | 8   | 9   | 10  | 11  | 12  | 13  | 14  | 15  | 16  | 17  | 18  | 19  | 20  | 21  | 22  | 23  | 24  | 25  | 26  | 27  | 28  | 29  | 30  | Punti | DC  |
| ---- | ------ | ---------- | --- | --- | --- | --- | --- | --- | --- | --- | --- | --- | --- | --- | --- | --- | --- | --- | --- | --- | --- | --- | --- | --- | --- | --- | --- | --- | --- | --- | --- | --- | ----- | --- |
| 2012 | Carlin | Volkswagen | HOC | HOC | PAU | PAU | BRH | BRH | RBR | RBR | NOR | NOR | SPA | SPA | NÜR | NÜR | ZAN | ZAN | VAL | VAL | HOC | HOC |     |     |     |     |     |     |     |     |     |     | 0†    | NC† |
| 2012 | Carlin | Volkswagen |     |     | 7   | Rit | Rit | 6   |     |     | 8   | 10  | 13  | 9   |     |     |     |     |     |     |     |     |     |     |     |     |     |     |     |     |     |     | 0†    | NC† |
| 2013 | Carlin | Volkswagen | MNZ | MNZ | MNZ | SIL | SIL | SIL | HOC | HOC | HOC | BRH | BRH | BRH | RBR | RBR | RBR | NOR | NOR | NOR | NÜR | NÜR | NÜR | ZAN | ZAN | ZAN | VAL | VAL | VAL | HOC | HOC | HOC | 227   | 5°  |
| 2013 | Carlin | Volkswagen | 5   | 5   | 6   | 1   | 4   | 9   | 5   | 13  | 25  | 5   | 7   | 2   | 12  | 7   | 4   | 6   | 8   | 8   | 11  | 10  | 4   | 6   | 6   | 6   | 11  | 18  | 8   | 5   | 5   | 5   | 227   | 5°  |

† Tincknell era un pilota ospite, non idoneo ai punti

### Campionato del mondo endurance
| Anno    | Squadra                | Classe    | Vettura                  | SIL | SPA | LMS | COA | FUJ | SHA | BHR | SÃO  |     | Punti | Pos. |
| ------- | ---------------------- | --------- | ------------------------ | --- | --- | --- | --- | --- | --- | --- | ---- | --- | ----- | ---- |
| 2014    | Jota Sport             | LMP2      | Zytek Z11SN              |     | 2   | 1   |     |     |     |     |      |     | -     | NC   |
| Anno    | Squadra                | Classe    | Vettura                  | SIL | SPA | LMS | NÜR | COA | FUJ | SHA | BHR  |     | Punti | Pos. |
| 2015    | Jota Sport             | LMP2      | Zytek Z11SN              |     | 1   |     |     |     |     |     |      |     | -     | NC   |
| 2015    | Nissan Motorsports     | LMP1      | Nissan GT-R LM           |     |     | NC  |     |     |     |     |      |     | -     | NC   |
| Anno    | Squadra                | Classe    | Vettura                  | SIL | SPA | LMS | NÜR | MEX | COA | FUJ | SH A | BHR | Punti | Pos. |
| 2016    | Ford Chip Ganassi      | LMGTE Pro | Ford GT                  | 4   | 2   | 10  | 12  | 5   | 4   | 1   | 1    | 4   | 117,5 | 5º   |
| Anno    | Squadra                | Classe    | Vettura                  | SIL | SPA | LMS | NÜR | MEX | COA | FUJ | SHA  | BHR | Punti | Pos. |
| 2017    | Ford Chip Ganassi      | LMGTE Pro | Ford GT                  | 1   | 4   | 2   | 5   | 4   | 7   | 13  | 1    | 3   | 142,5 | 3º   |
| Anno    | Squadra                | Classe    | Vettura                  | SPA | LMS | SIL | FUJ | SHA | SEB | SPA | LMS  |     | Punti | Pos. |
| 2018-19 | Ford Chip Ganassi      | LMGTE Pro | Ford GT                  | Rit | 12  | 2   | 3   | 9   | 3   | 5   | 3    |     | 90    | 4º   |
| Anno    | Squadra                | Classe    | Vettura                  | SIL | FUJ | SHA | BHR | COA | SPA | LMS | BHR  |     | Punti | Pos. |
| 2018-19 | Aston Martin Racing    | LMGTE Pro | Aston Martin Vantage AMR |     |     |     |     |     |     | 1   |      |     | 50    | 9º   |
| Anno    | Squadra                | Classe    | Vettura                  | SEB | SPA | LMS | MON | FUJ | BHR |     |      |     | Punti | Pos. |
| 2022    | Dempsey-Proton Racing  | LMGTE Am  | Porsche 911 RSR-19       | 4   | 1   | 8   | 1   | Rit | 8   |     |      |     | 83    | 4º   |
| Anno    | Squadra                | Classe    | Vettura                  | SEB | ALG | SPA | LMS | MON | FUJ | BHR |      |     | Punti | Pos. |
| 2023    | Proton Competition     | LMGTE Am  | Porsche 911 RSR-19       | WD  | 9   | 4   | Rit |     |     |     |      |     | 14    | 22°  |
| 2023    | Proton Competition     | Hypercar  | Porsche 963              |     |     |     |     | Rit | 9   | 10  |      |     | 4     | 20°  |
| Anno    | Squadra                | Classe    | Vettura                  | QAT | IMO | SPA | LMS | SÃO | COA | FUJ | BHR  |     | Punti | Pos. |
| 2024    | Proton Competition     | Hypercar  | Porsche 963              | 9   | NC  |     | Rit |     | 11  | 11  | 12   |     | 3     | 30°  |
| Anno    | Squadra                | Classe    | Vettura                  | QAT | IMO | SPA | LMS | SÃO | COA | FUJ | BHR  |     | Punti | Pos. |
| 2025    | Aston Martin THOR Team | Hypercar  | Aston Martin Valkyrie    | Rit | 18  | 13  | 13  | 16  |     |     |      |     | 0*    |      |
| Legenda |                        |           |                          |     |     |     |     |     |     |     |      |     |       |      |

* Stagione in corso.

### 24 Ore di Le Mans
| Anno | Team                      | Co-Piloti                                 | vettura                       | Classe   | Giri | Pos. | Class Pos. |
| ---- | ------------------------- | ----------------------------------------- | ----------------------------- | -------- | ---- | ---- | ---------- |
| 2014 | Jota Sport                | Simon Dolan Oliver Turvey                 | Zytek Z11SN-Nissan            | LMP2     | 356  | 5°   | 1°         |
| 2015 | Nissan Motorsports        | Alex Buncombe Michael Krumm               | Nissan GT-R LM Nismo          | LMP1     | 242  | NC   | NC         |
| 2016 | Ford Chip Ganassi Team UK | Marino Franchitti Andy Priaulx            | Ford GT                       | GTE Pro  | 306  | 40°  | 9°         |
| 2017 | Ford Chip Ganassi Team UK | Andy Priaulx Pipo Derani                  | Ford GT                       | GTE Pro  | 340  | 18°  | 2°         |
| 2018 | Ford Chip Ganassi Team UK | Andy Priaulx Tony Kanaan                  | Ford GT                       | GTE Pro  | 332  | 36°  | 12°        |
| 2019 | Ford Chip Ganassi Team UK | Jonathan Bomarito Andy Priaulx            | Ford GT                       | GTE Pro  | 342  | 23°  | 4°         |
| 2020 | Aston Martin Racing       | Alex Lynn Maxime Martin                   | Aston Martin Vantage AMR      | GTE Pro  | 346  | 20°  | 1°         |
| 2021 | Proton Competition        | Vuttikhorn Inthraphuvasak Florian Latorre | Porsche 911 RSR-19            | GTE Am   | 66   | DNF  | DNF        |
| 2022 | Dempsey-Proton Racing     | Sebastian Priaulx Christian Ried          | Porsche 911 RSR-19            | GTE Am   | 336  | 47°  | 14°        |
| 2023 | Proton Competition        | Jonas Ried Don Yount                      | Porsche 911 RSR-19            | GTE Am   | 170  | Rit  | Rit        |
| 2024 | Proton Competition        | Julien Andlauer Neel Jani                 | Porsche 963                   | Hypercar | 251  | Rit  | Rit        |
| 2025 | Aston Martin THOR Team    | Tom Gamble Ross Gunn                      | Aston Martin Valkyrie AMR-LMH | Hypercar | 381  | 14°  | 14°        |

### Asian Le Mans Series
| Anno    | Squadra            | Classe | Vettura  | SEP | SEP | DUB | ABU | ABU | Punti | Pos. |
| ------- | ------------------ | ------ | -------- | --- | --- | --- | --- | --- | ----- | ---- |
| 2023-24 | Proton Competition | LMP2   | Oreca 07 | 4   | 5   | 7   | 10  | Rit | 30    | 9°   |
| Legenda |                    |        |          |     |     |     |     |     |       |      |

## Palmarès
Endurance
- 2  24 Ore di Le Mans: 2014 (LMP2), 2020 (GTE Pro)
- 1  24 Ore di Daytona: 2020
- 1  12 Ore di Sebring: 2020
- 1  European Le Mans Series: 2016

Monoposto
- 1  Formula Renault UK Winter Series: 2009